# Brązowy Krzyż
Brązowy Krzyż (niderl. Bronzen Kruis) – holenderskie odznaczenie wojskowe z okresu II wojny światowej.
Odznaczenie zostało ustanowione przez królową Holandii Wilhelminę w dniu 11 czerwca 1940 roku jako odznaczenie wojskowe dla wyróżnienia żołnierzy armii holenderskiej za odważne czyny w obliczu wroga.
Odznaczenie to jest w kolejności starszeństwa 13. odznaczeniem Królestwa Holandii.

## Zasady nadawania
Krzyż został ustanowiony dla nagrodzenia żołnierzy armii holenderskiej za odważne czyny w obliczu wroga. Krzyżem tym mogły być również nagradzane osoby cywilne, za podobne czyny jak żołnierze, oraz cudzoziemcy. Cudzoziemcy mogli otrzymać ten krzyż, o ile ich czyny miały związek z walką na terytorium Holandii.
Krzyż mógł być nadawany wielokrotnie, przy czym przy kolejnych nadaniach na wstążce krzyża umieszczano cyfrę arabską, określającą liczbę nadań krzyża, wykonaną ze złoconego metalu.
Odznaczanych za szczególne dokonania i odwagę, honorowano dodatkowym „Wyróżnieniem” (Eervol Vermelden), co było zaznaczane na wstążce (i baretce) Krzyża za pomocą brązowego okucia o kształcie korony królewskiej. Po ustanowieniu Medalu Brązowego Lwa w 1944, wszystkie Krzyże z Wyróżnieniem (w sumie 87) podlegały wymianie na ten medal.
Łącznie nadano 3448 takich odznaczeń.

## Opis odznaki
Odznakę odznaczenia stanowi krzyż typu  maltańskiego o wymiarach 28 × 29 mm wykonany z brązu. Na awersie w centralnej części krzyża umieszczono okrągłą tarczę, w środku której umieszczono herb królowej Wilhelminy, literę W z koroną otoczoną wieńcem z liści laurowych i dębowych. Na rewersie umieszczono rok 1940 oraz napis w języku holenderskim Trouw aan Koningin en Vaderland (pol. Wierni Królowej i Ojczyźnie).
Medal zawieszony jest na wstążce koloru pomarańczowego z wąskim niebieskim paskiem pośrodku. Na wstążce mogą być umieszczone złote cyfry arabskie oznaczające liczbę nadań odznaczenia danej osobie.